# Olav Offerdahl
Olav Offerdahl (ur. 12 grudnia 1857 w Årdal, zm. 7 października 1930 w Oslo) – norweski duchowny katolicki, wikariusz apostolski Norwegii w latach 1928–1930.
Był pierwszym biskupem katolickim miejscowego pochodzenia w Norwegii. Święcenia kapłańskie przyjął 22 listopada 1891 r., po czym został skierowany do pracy na terenie Norwegii. Po przeniesieniu bp Smita do pracy w kurii rzymskiej był administratorem norweskiego wikariatu apostolskiego (1928–1930) po czym papież Pius XI wyznaczył go na wikariusza tej jednostki kościelnej nadając mu tytuł biskupa Selii. Jego konsekracja miała miejsce 6 kwietnia 1930 r. Sześć miesięcy później zmarł w Oslo.